# Picaflors bigotut
El picaflors bigotut (Dicaeum proprium) és un ocell de la família dels diceids (Dicaeidae).

## Hàbitat i distribució
Habita boscos i vegetació secundària, a les muntanyes de Illes Filipines, a Mindanao.